# Justyna Oleksy
Justyna Oleksy (ur. 19 września 1983) – polska lekkoatletka, płotkarka.

## Życiorys
Dwukrotna Halowa Mistrzyni Polski w biegu na 60 metrów przez płotki (2003 i 2005). Wielokrotnie reprezentowała Polskę na międzynarodowych imprezach, jednak bez medalowych zdobyczy, była m.in. 7. podczas Halowego Pucharu Europy w Lekkoatletyce (Lipsk 2003). W swojej karierze reprezentowała m.in.: AZS AWF Wrocław oraz AZS-AWFiS Gdańsk.

## Rekordy życiowe
- bieg na 60 m przez płotki (hala) – 8.17 (2003)
- bieg na 100 m przez płotki – 13.01 (2003)